# Candidato de Ciências

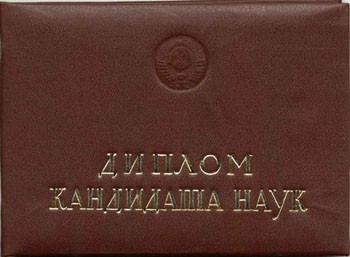
Capa de um diploma de Candidato de Ciências soviético

Candidato de Ciências (em russo:  кандидат наук, kandidat nauk) é o primeiro grau acadêmico de pós-graduação em alguns países do antigo Bloco do Leste, como Rússia, Bielorrússia e Ucrânia, concedido por pesquisa original que constitui uma contribuição significativa no campo da ciência. O grau foi introduzido inicialmente na União Soviética em 13 de janeiro de 1934, por decisão do Conselho do Comissariado do Povo. De acordo com a Classificação Internacional Normalizada da Educação (ISCED), para propósitos de estatísticas educacionais internacionais, o título de Candidato de Ciências é equivalente a um doutorado como concedido em muitos países europeus, permitindo a seu detentor atingir o nível de Docente.